# Casa Bojons
Casa Bojons és una casa pairal de Vic a la comarca d'Osona inclosa a l'Inventari del Patrimoni Arquitectònic de Catalunya.

## Descripció
La casa Balmes, on passà als darrers anys de la seva vida el vigatà i il·lustre filòsof Jaume Balmes, se situa a la Plaça de Miquel de Clariana, coneguda popularment com a Plaça de l'Estudiant. Actualment és una sola edificació però en un origen la configuraven tres construccions independents, les dels extrems de característiques molt humils i la del centre amb un pati central i una escala d'accés a la planta noble
Sembla que els elements ornamentals que s'hi observen permeten datar la construcció a final del segle xv però algunes restes en el parament de la façana principal podrien ser anteriors, tot i que no es descarta una possible reutilització d'elements procedents d'un altre edifici

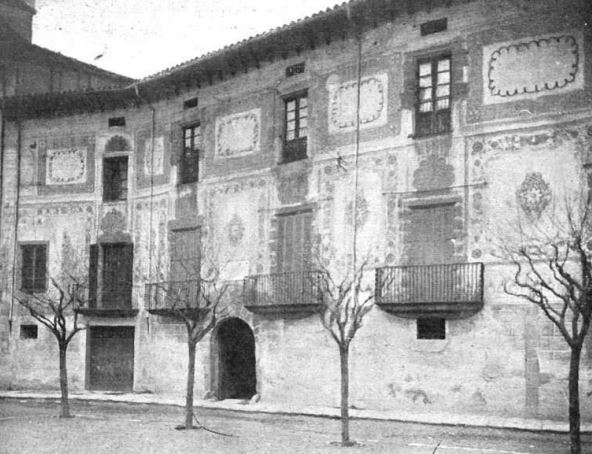
Casa Bojons el 1910

El segle xviii, el conjunt sofrí una transformació significativa. El 1770 la família Bojons va adquirir els tres immobles i els va unificar en una sola residència: es reformaren les façanes exteriors, s'afegí una galeria coberta a la façana posterior, la façana que donava a la Plaça de Clariana va ser decorada amb esgrafiats, que una malaguanyada reparació a la segona meitat del nostre segle destruí
A la part posterior de l'edifici es conserva un jardí situat arran de les muralles medievals de la ciutat de Vic a l'actual carrer de Montcada. És probable que la realització d'aquest jardí també sigui del segle xviii.

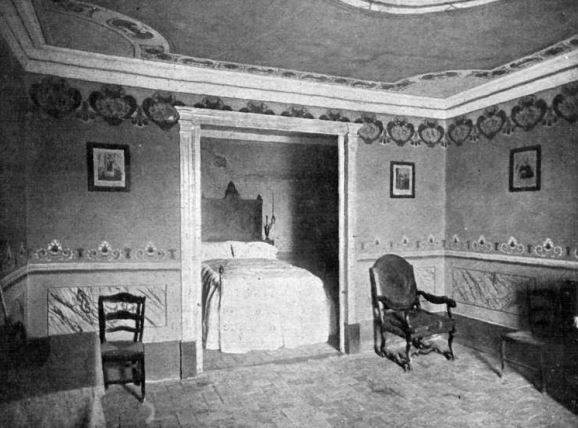
Habitació on morí Jaume Balmes

Pel que fa a l'interior, destaquen la gran sala, situada a la planta noble, amb un enteixinat al sostre, així com un seguit de dormitoris amb alcova dels quals encara es conserva la decoració pictòrica de parets i sostres. Annexa en un d'aquests dormitoris hi ha una capella amb un retaule de petites dimensions, que hom atribueix al taller dels Reals, actiu a Vic a la darreria del segle xviii.
A final del segle xix va comprar l'edifici la família Fatjó que el 1940 el va vendre a l'Ajuntament. Posteriorment, passà a mans de l'Estat i, recentment, de la Generalitat de Catalunya, que l'ha remodelat interiorment. Va estatjar la Biblioteca Balmes. Des de novembre 2011 alberga els serveis socials de la ciutat de Vic.
A l'oratori de la casa hi ha un retaule barroc.